# Chasefu
Chasefu ist einer von fünfzehn Distrikten in der Provinz Ostprovinz in Sambia. Er hat eine Fläche von 2916 km² und es leben 131.160 Menschen in ihm (2022). Er wurde 2018 vom Distrikt Lundazi abgespaltet.

## Geografie
Der Distrikt befindet etwa 610 Kilometer nordöstlich von Lusaka. Er hat Höhen im Osten von bis zu 1200 m und fällt nach Südwesten bis auf unter 700 m ab. Die Ostgrenze zu Malawi entspricht der Einzugsgebietsgrenze zwischen Luangwa und Malawisee. Die Südgrenze bilden die Flüsse Kawondo und Lundazi.
Der Distrikt grenzt im Süden an den Distrikt Lundazi, im Südwesten an Lumezi und im Westen und Norden an Chama. Im Osten grenzt er an den Mzimba Distrikt in der Northern Region Malawis.